# ربو قلبي
الربو القلبي  هو عرض من أعراض أمراض القلب، والمعروف أيضا ضيق التنفس أو ضيق التنفس الليلي الانتيابي.
وهو يعرف على انه «ضيق مفاجئ حاد في التنفس في الليل، يوقظ الشخص من النوم، وغالبا يكون مع السعال والصفير عند التنفس». هو الأكثر ارتباطا مع قصور القلب الاحتقاني. الربو القلبي أو ضيق التنفس الليلي يحدث عادة بعد عدة ساعات من وانخفض شخص المصابين بقصور في القلب نائما. يتم التخلص من الربو القلبي في كثير من الأحيان عن طريق الجلوس تستقيم، ولكن ليس بالسرعة ضيق النفس الاضطجاعي بسيطة. أيضا خلافا لضيق النفس الاضطجاعي، فإنه لا يتطور عند الاستلقاء على الفور.
ويتسبب الربو القلبي عن طريق زيادة كميات السوائل التي تدخل الرئة خلال النوم وملءالحويصلات الهوائية المليئة (الحويصلات الهوائية) في الرئة المسؤولة عن امتصاص الأكسجين من الجو. هذا السائل يكون عادة في الساقين، وملء الفراغات الخلالي في النظام الأوعية الدموية الطرفية (وذمة محيطية) خلال اليوم الذي يكون فيه الفرد هو في وضع مستقيم. في الليل، عندما راقد لفترة طويلة، يتم استيعابها هذا السائل، وزيادة إجمالي حجم الدم وضغط الدم، مما يؤدي إلى ارتفاع ضغط الدم الرئوي في الأشخاص الذين يعانون من اختلال البطين الأيسر. وارتفاع ضغط الدم الرئوي يؤدي إلى تراكم السوائل في الرئتين، أو وذمة رئوية.
الربو القلبي هو عرض من أعراض فشل القلب والشروط الأخرى المرتبطة بها مثل تضيق الصمام التاجي، قصور الأبهر، وارتفاع ضغط الدم النظامية. وقد وصفت لأول مرة من قبل ليبويز تشارلز في القرن 16.
كثيرًا ما وصفت تجربة الربو القلبي والصحوة فجأة إلى الشعور بأن واحد هو الخانقة، مع أزيز التنفس والسعال. ويمكن أن يكون مخيفاً للغاية.